# 993 v.Chr.
Het jaar 993 v.Chr. is een jaartal volgens de christelijke jaartelling.

## Gebeurtenissen

### Griekenland
- Koning Thersippus (993 - 952 v.Chr.) regeert over Athene. Hij volgt zijn vader Archippus op.

## Overleden
- Archippus, koning van Athene